# 帕特纳赫峡谷

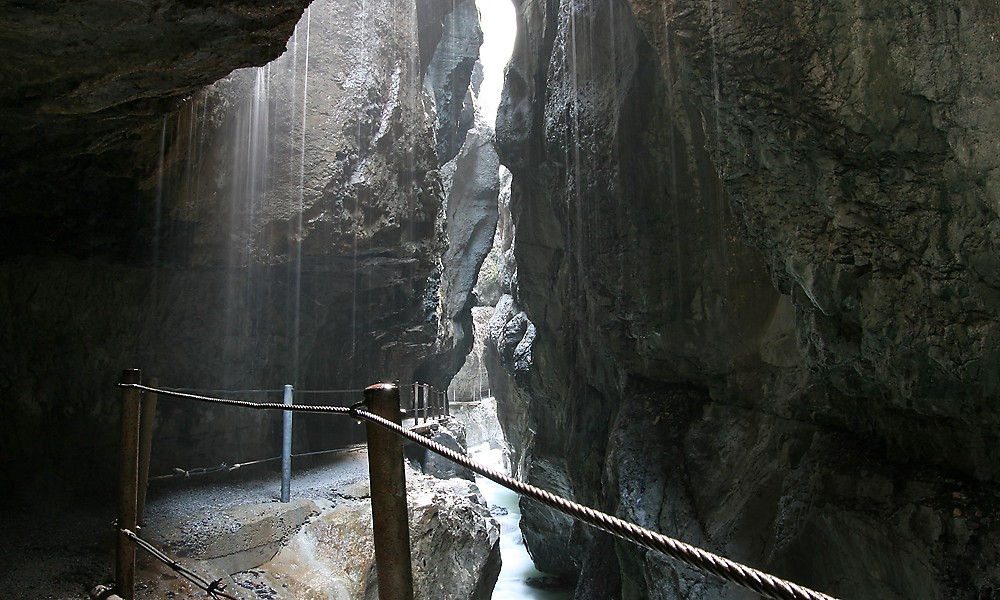
帕特纳赫峡谷

帕特纳赫峡谷（德語：Partnachklamm）是一座长702米，深80米的峡谷，位于德国巴伐利亚州加爾米施-帕滕基興附近。它是由帕特纳赫河在岩石中刻划出来的。1912年它被设立为天然纪念物。

## 地理和形成
约2.4亿年前在三叠纪中期今天的帕特纳赫峡谷还是一个浅海的海底，在这里逐渐沉淀下深灰色的、比较硬的壳灰岩层。今天在这个岩层里依然经常会发现当时海底动物的爬行痕迹。约500万年后在同一海底上沉积下比较软的泥灰岩层。今天当地的这层泥灰岩层被称为“帕特纳赫层”。
后来在阿尔卑斯山脉折叠造山过程中这些岩层被抬高。源于楚格峰上的冰川的帕特纳赫河很快就把软岩层风化掉了，并逐渐削入硬的壳灰岩层里。因此在当地的阿尔卑斯山脉里在硬岩层里形成了帕特纳赫谷这样的峡谷，而在软岩层里则形成了比较宽的河谷。

## 经济意义

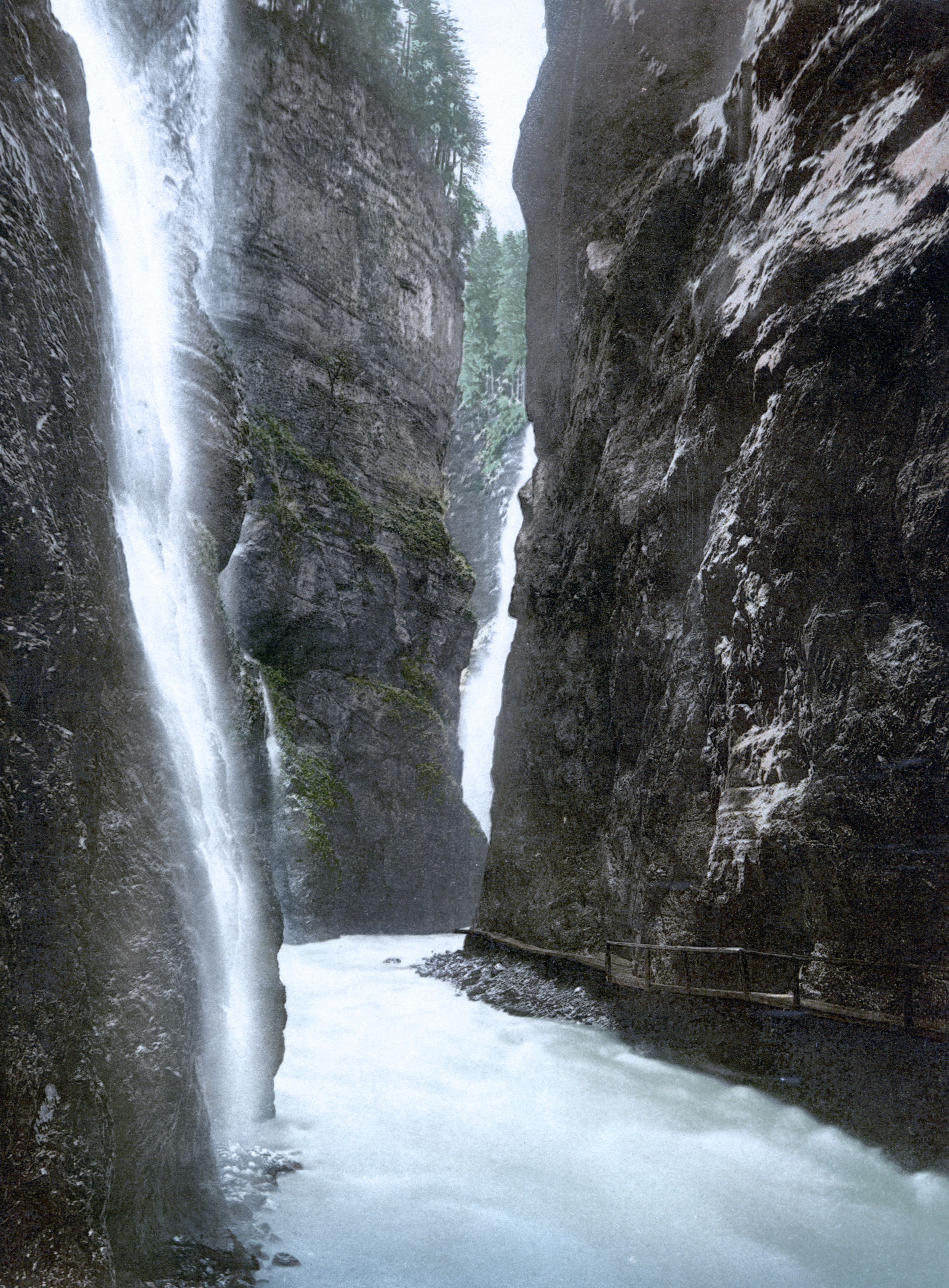
约1900年的帕特纳赫峡谷

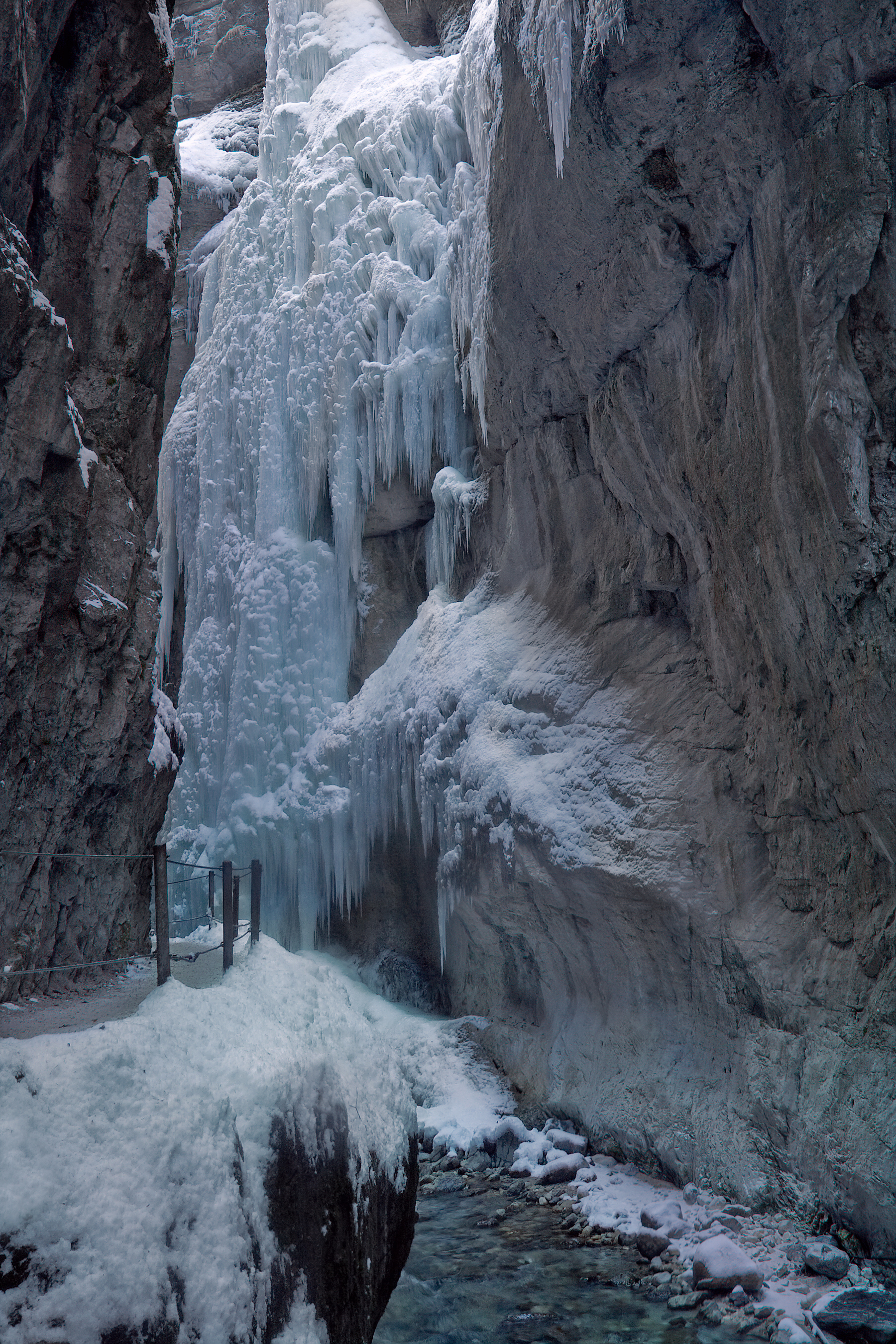
冬季的帕特纳赫峡谷

早在18世纪的时候当地的居民就已经有人进入这个峡谷了。当时的居民冒着生命危险使用帕特纳赫河把山上的木头编成木筏运到帕滕基興。从19世纪到1960年代内帕特纳赫谷上始终有木筏运输。春季标有主人的木头会被投入河谷中让融水把它们运到山下去。
从1912年起，帕特纳赫峡谷也开发为旅游胜地。峡谷终年可以进入，但是需要买门票，只有在春季化雪的时候可能会短期关闭。

## 其它峡谷
同样在加爾米施-帕滕基興县的米滕瓦尔德附近奥地利边境上还有一个比较小的峡谷。这个峡谷直到2006年5月24日才开放。
47°28′9″N 11°7′7″E / 47.46917°N 11.11861°E